# Francesco Cancellotti
Francesco Cancellotti (Perugia, 27 de febrero de 1963) es un exjugador de tenis italiano. En su carrera conquistó 2 torneos ATP de individuales. Su mejor posición en el ranking de individuales fue el N.º 21 en abril de 1985. En 1984 y 1985 llegó a la cuarta ronda de Roland Garros.